# Combretum album
Combretum album là một loài thực vật có hoa trong họ Trâm bầu. Loài này được Pers. mô tả khoa học đầu tiên năm 1805.